# Pediasia aridelloides
Pediasia aridelloides là một loài bướm đêm trong họ Crambidae.